# Another Mind
Pour le jeu vidéo, voir Another Mind (jeu vidéo).
Albums de Hiromi
Brain
(2004)
Another Mind est le premier album de la pianiste japonaise Hiromi sorti en 2003.

## Description
À l’âge de 24 ans, Hiromi sort ce premier album alors qu’elle a une très grande réputation au Berklee College of Music où elle a étudié. Elle y expose ses prodigieuses capacités techniques mais également ses compositions hétéroclites où l’on peut entendre du funk, du ragtime, du reggae, un usage fréquent de mesures asymétriques, mais surtout une maîtrise du jazz et de l’improvisation. L’album est particulièrement énergique et vivace, avec des moments de jazz fusion ou un The Tom and Jerry Show avec une Hiromi sans accompagnement,,.

## Liste des titres
Toutes les compositions sont de Hiromi
1. XYZ – 5:37
2. Double Personality – 11:57
3. Summer Rain – 6:07
4. Joy – 8:29
5. 010101 (Binary System) – 8:23
6. Truth and Lies – 7:20
7. Dancando No Paraiso –7:39
8. Another Mind – 8:44
9. The Tom and Jerry Show – 6:05

## Musiciens
- Hiromi Uehara - Piano
- Mitch Cohn – Basse
- Dave DiCenso - Batterie
- Anthony Jackson – Basse (sur les pistes 4, 5 et 7)
- David Fiuczynski – Guitare (sur la piste 2)
- Jim Odgren – Saxophone Alto (sur la piste 2)